# Zbigniew Fajklewicz
Zbigniew Józef Fajklewicz (ur. 1 kwietnia 1932 w Tarnowie, zm. 25 sierpnia 2020 w Krakowie) – polski geofizyk, prof. dr hab.

## Życiorys
Ukończył w 1956 Wydział Geologiczno-Poszukiwawczy Akademii Górniczo-Hutniczej. Po studiach podjął pracę starszego asystenta w Zakładzie Magnetyki i Grawimetrii Poszukiwawczej Katedry Geologii Kopalnianej Wydziału Geologiczno-Poszukiwawczego AGH. W 1959 na podstawie pracy Zastosowanie pojęcia reziduum grawimetrycznego do opracowania metody wydzielania anomalii lokalnych z tła regionalnego i porównanie jej z kilkoma istniejącymi metodami" uzyskał doktorat. W 1962 na podstawie rozprawy Approximierung der Regionalfelder der Schwerkraft durch Polynome höherer Grade im Lichte der Möglichkeit ihrer numerischen Aurechnung uzyskał stopień doktora habilitowanego. W 1969 nadano mu tytuł profesora nadzwyczajnego w zakresie nauk o Ziemi, a w 1975 roku otrzymał tytuł profesora zwyczajnego.
W AGH był asystentem, adiunktem (1954–1963), docentem (1963–1969), profesorem (od 1969), kierownikiem Katedry Geofizyki Kopalnianej AGH (1960–1964), kierownikiem Zakładu Geofizyki Geologicznej oraz kierownikiem Pracowni Geofizyki Technicznej AGH (1961–2002).
Pełnił funkcje prodziekana (1964–1966) i dziekana (1966–1972) Wydziału Geologiczno-Poszukiwawczego. Senator AGH (1996–1999).
Był członkiem Komitetu Geofizyki Polskiej Akademii Nauk oraz Centralnej Komisji ds. Stopni i Tytułów (Sekcja V - Nauk Matematycznych, Fizycznych, Chemicznych i Nauk o Ziemi).
Zmarł 25 sierpnia 2020, pochowany 28 sierpnia 2020 na cmentarzu Salwatorskim w Krakowie (sektor L1-4-17).

## Ordery odznaczenia
- Krzyż Oficerski Orderu Odrodzenia Polski (26 czerwca 2001)[7]
- Krzyż Kawalerski Orderu Odrodzenia Polski
- Złoty Krzyż Zasługi
- Medal Komisji Edukacji Narodowej
- Odznaka honorowa „Zasłużony dla Polskiej Geologii”
- Złota Odznaka „Za Pracę Społeczną dla miasta Krakowa” (17 lipca 1972)[4]
- Złota Odznaka „Za zasługi dla Ziemi Lubelskiej”
- Złota Odznaka „Zasłużony dla rozwoju województwa katowickiego”
- Odznaka honorowa „Zasłużony dla Rozwoju Przedsiębiorstwa Badań Geofizycznych”

Źródło:.

## Nagrody i wyróżnienia
- Nagrody Ministra Nauki i Szkolnictwa Wyższego[5]
- Nagroda Naukowa im. Mikołaja Kopernika Fundacji Miasta Krakowa w dziedzinie geofizyki za wybitne i oryginalne dzieło Grawimetria stosowana (2010)[8][9]